# Sloanea zuliaensis
Sloanea zuliaensis är en tvåhjärtbladig växtart som beskrevs av Henri François Pittier. Sloanea zuliaensis ingår i släktet Sloanea och familjen Elaeocarpaceae. Inga underarter finns listade i Catalogue of Life.